# KSBニュース6:00
『KSBニュース6:00』（ケイエスビーニュースろくまるまる）は、1987年10月16日まで瀬戸内海放送で夕方に生放送されていたローカルワイドニュース番組である。